# Elbe 3 (1888)
Le Elbe 3 est un ancien bateau-phare construit en 1888 au chantier naval Johann Lange dans le Vegesack. Après 90 ans de service il est maintenant amarré au Museumshafen Oevelgönne (port-musée Oevelgönne) à Hambourg.
Il est classé monument historique de Hambourg (Denkmal).

## Historique
L'Elbe 3 a  une coque est faite de plaques d'acier rivetées. Il a deux mâts dans le mât principal porte trois lampes d'une puissance de 500 watts. Il y avait des ancres pour maintenir le navire en position stationnaire. L'équipage était composé de 11 personnes qui étaient relevées tous les quinze jours.
En 1936-1937, le navire a été rénové. Un moteur diesel de 300 cv y a été installé, un moteur 6 cylindres de Motorenwerke Mannheim refroidi à l'eau de mer. Il y avait aussi deux petits moteurs auxiliaires de 24 cv chacun qui étaient connectés à une dynamo pour l'alimentation électrique.

### Stationnement
En juin 1889, le navire a été placé sur le site de l'estuaire de la Weser jusqu'en 1954. Il a ensuite servi sur le site de Brême jusqu'en 1966 et pendant les onze dernières années, il a été localisé à la position Elbe 3.

### Préservation
Après sa mise hors service, il a été inclus dans la collection du Museumshafen Oevelgönne en 1979 à Hamborg.
Il existe un autre bateau-phare du nom de Elbe 3 (ex-Bürgermeister Abendroth) mis en service de 1909 sur les positions Elbe 2, 3 et 4. Ce navire fait partie de la collection du Deutsches Schiffahrtsmuseum à Bremerhaven.

## Galerie

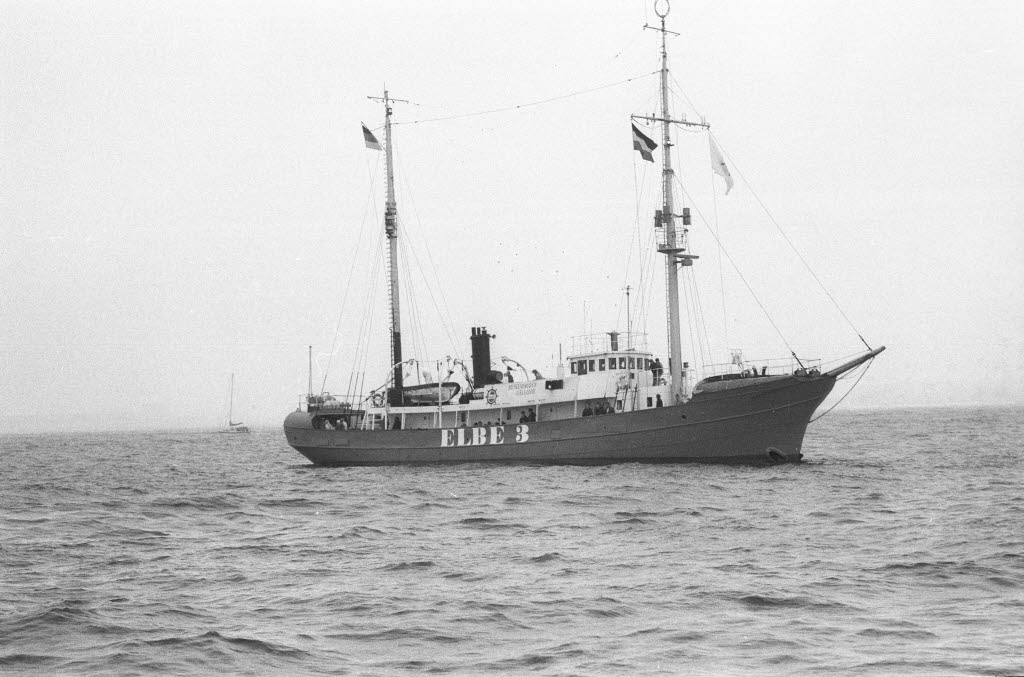
Elbe 3, sur position statique
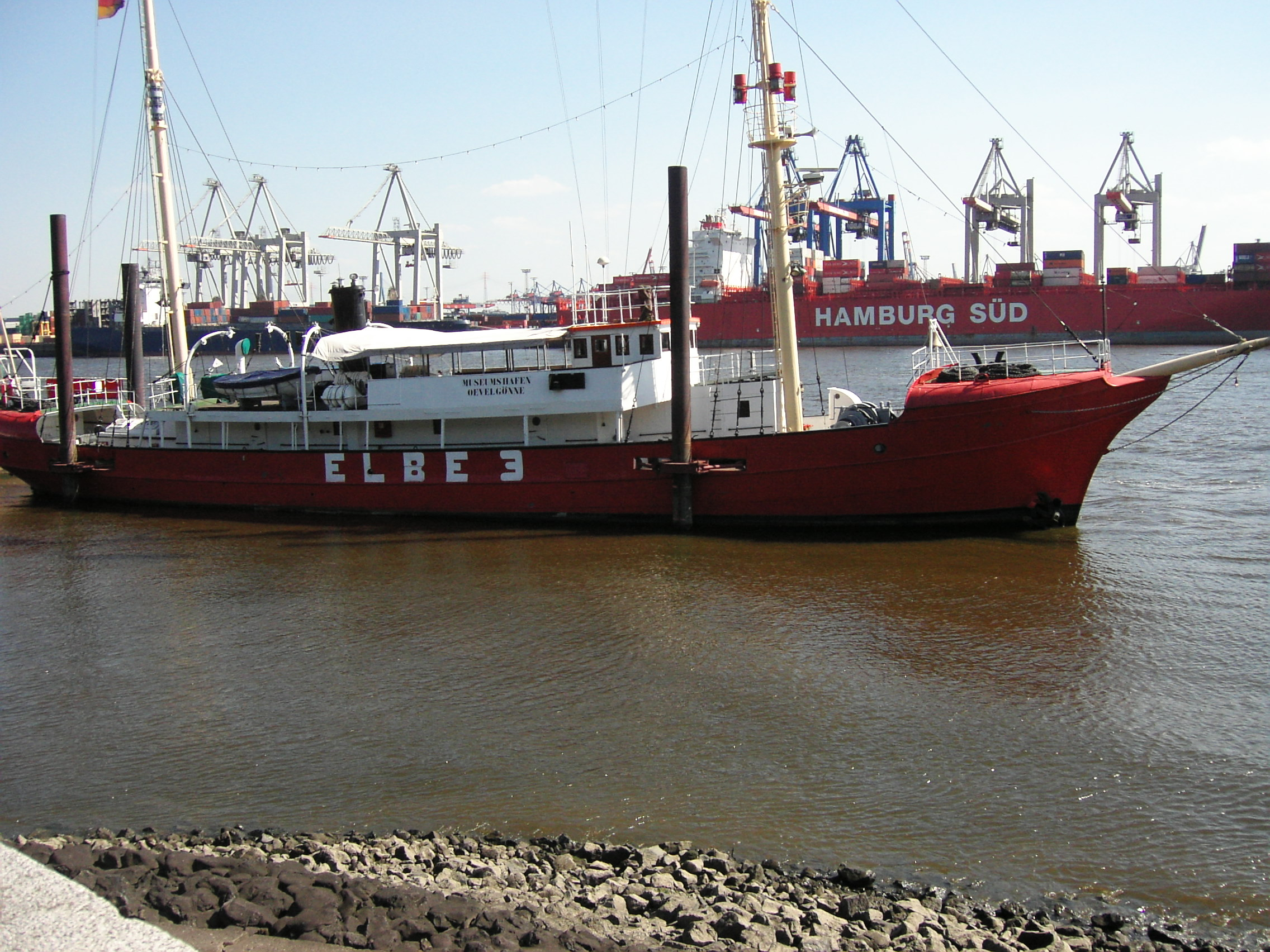
Elbe 3, en 2008
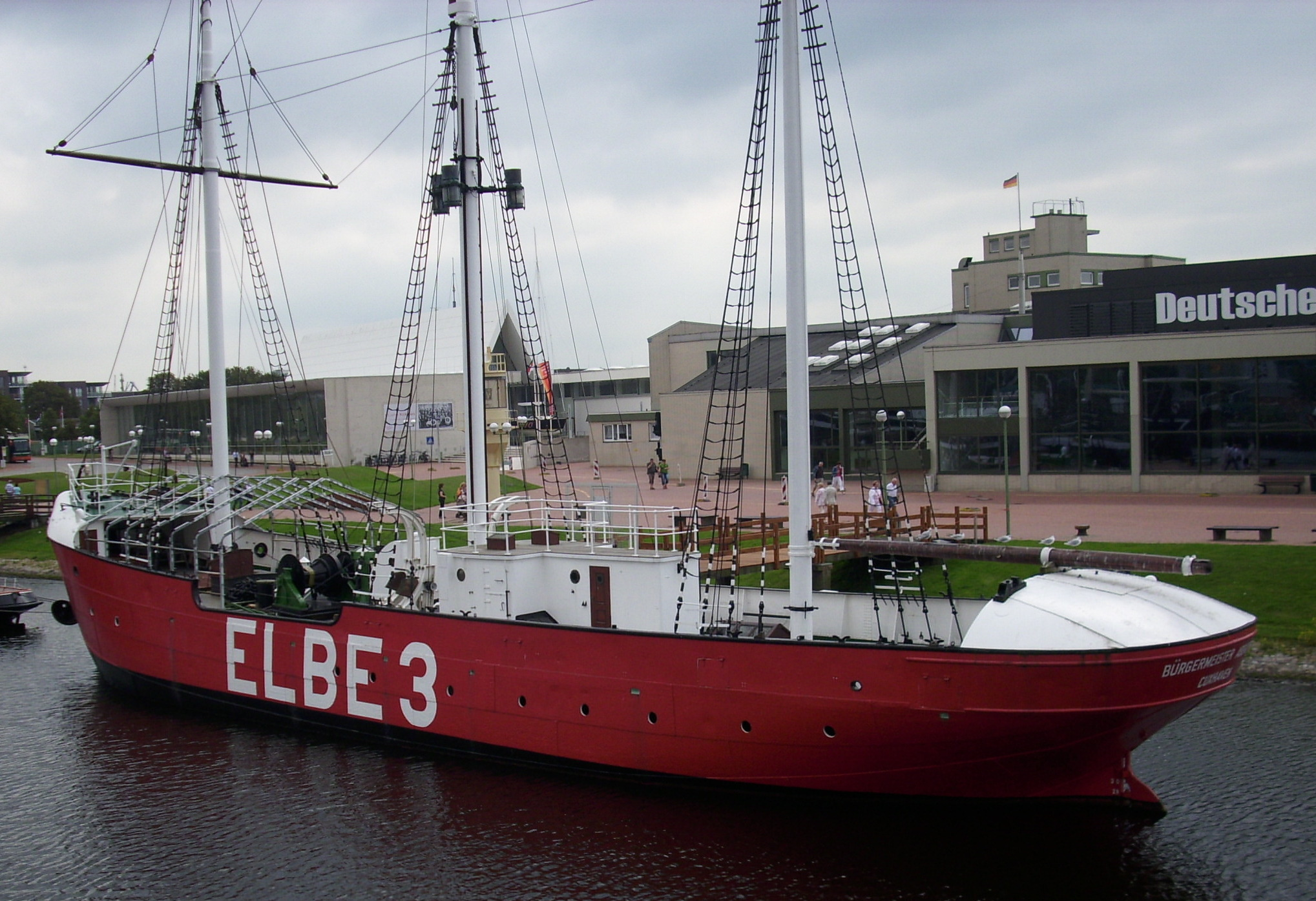
ELBE 3 du Deutsches Schiffahrtsmuseum à Bremerhaven